# Зефир яблоневый
Зефир яблоневый (Thecla betulina) — дневная бабочка из семейства голубянок.

## Описание
Длина переднего крыла у самцов 18—29 мм, у самок 19—21 мм. Размах крыльев около 30—40 мм. Верхняя сторона крыльев бурая. У самца передние крылья с неясно выраженным светлым пятном. Задние крылья с «хвостиками». Нижняя сторона крыльев коричневато-серая с кирпично-красными перевязями.

## Ареал
Россия (Хабаровский край, Амурская область, Приморье), Корея, Северный и Северо-восточный Китай.
Бабочки населяют лесные опушки, заросли кустарников, парки, сады, лесопосадки.

## Биология
Развивается за год в одном поколении. Время лёта с середины июля до середины сентября. Бабочки, особенно самки, ведут скрытный образ жизни и значительную часть времени проводят в кронах деревьев и кустарников, лишь изредка спускаясь с целью питания на цветки. Самцы встречаются кормящимися на цветах значительно чаще самок. После спаривания самки откладывают яйца на молодые веточки у основания почек кормовых растений. Гусеницы питаются почками и листьями, выгрызая в листьях округлые отверстия. Кормовые растения: яблоня, яблоня маньчжурская и возможно груша. Окукливаются гусеницы на земле в подстилке.